# Студия рисованных фильмов (Бельско-Бяла)

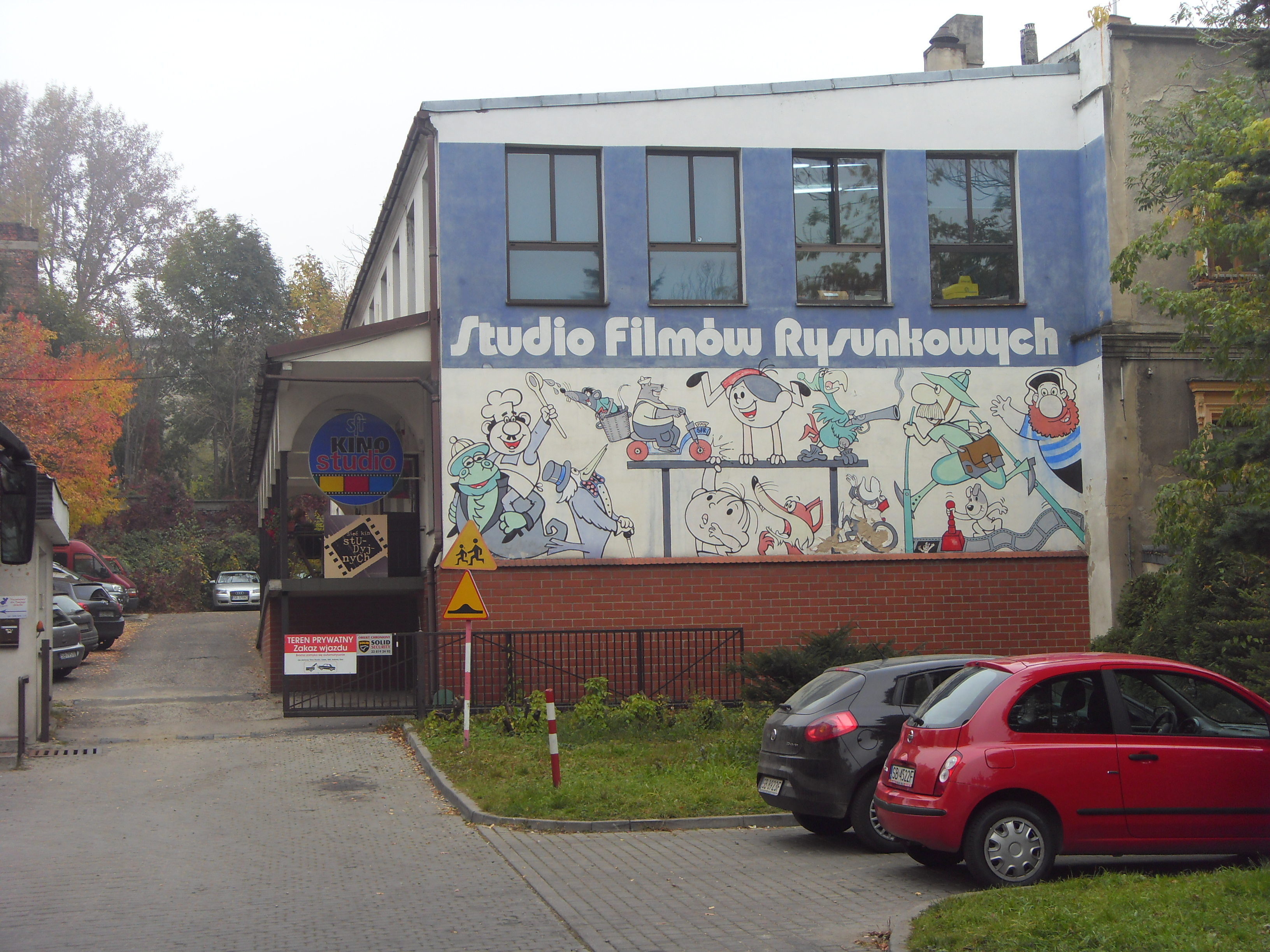
Студия рисованных фильмов (Бельско-Бяла) до 2018 года

Студия рисованных фильмов (пол. Studio Filmów Rysunkowych) − одна из первых студий мультипликационных фильмов Польши. Располагается в городе Бельско-Бяла (Силезское воеводство).

## История
Основана в 1947 году в Катовицах при редакции газеты «Trybunа Robotniczа» как Экспериментальная Студия рисованных фильмов.
В 1948 году на студии был создан первый мультфильм «Czy to był sen» (рус. «Был ли это сон?»), о событиях недавно завершившейся мировой войны.
В 1950 студия была переведена в Бельско, где выпустила на экраны четыре черно-белых мультипликационных фильма, из которых только третий, «Волк и медвежата» В. Вайсера стал первым мультфильмом с логотипом Студии рисованных фильмов. В 1953 на студии успешно дебютировал Лехослав Маршалек, создатель мультфильма «Козеленчек» (пол. «Koziołeczek»). Этот мультфильм был награждён призом на кинофестивале в Карловых Варах, а затем — в Венеции. Это стало первой в истории международной наградой польской мультипликации.
Первые мультфильмы, выполненные методом кукольной мультипликации предназначались для взрослых зрителей, но наибольший успех студии принесли мультфильмы для детей.
За 1947—1955 Студия рисованных фильмов сняла 21 мультфильм. Бурный рост студии, связан с быстрым развитием телевидения в Польше.
В 1963 году на экраны появился мультфильм «Болек и Лёлек», ставших одними из самых популярных героев польской мультипликации. Мультфильмы с их участием Студия выпускала в течение 23-х лет (1963—1986). Всего про Болека и Лёлека снято более 200 мультфильмов (короткометражных, художественных и рекламных).
Также в течение 23 лет в Бельско-Бяла снимались мультфильмы про другого очень популярного персонажа — пса Рекса (1967—1990). О приключениях Рекса выпущено — 65 мультфильмов. В 1960-е гг. наряду с Болеком и Лёлеком и Рексом стали сниматься многосерийные мультфильмы про других известных персонажей — о Голубом Рыцаре, Бартоломее Бартолини, Вавельском Драконе, кенгуренке Хип-Хопе, охотнике Пампалини, капрале Марцине Пипце, капитане Клипере, медвежонке Ушастике и профессоре Губке.
Со момента возникновения Студия рисованных фильмов выпустила более 1000 мультипликационных фильмов, которые получили около 250 наград на национальных и международных кинофестивалях.